# Guillermo Kirkpatrick de la Vega
Guillermo Kirkpatrick de la Vega (Madrid, 8 de junio de 1967) es un diplomático español. Fue embajador de España en Honduras (2017-2022) y en la República de Corea (2022-2025).

## Carrera diplomática
Tras licenciarse en Derecho, ingresó en la carrera Diplomática (1992).
Ha estado destinado como secretario en las embajadas de España en Bulgaria y en la República Popular China, como segunda jefatura en las embajadas de España en Corea del Sur y Venezuela; y como consejero cultural en las Embajadas de España en Uruguay y Japón.
En el Ministerio de Asuntos Exteriores fue subdirector general de Desarme y subdirector general de Países Andinos en la Dirección General para Iberoamérica y el Caribe.
Fue embajador de España en Honduras (2017-2022) y en la República de Corea (2022-2025). Fue destituido como embajador en Corea, por el ministro de Asuntos Exteriores José Manuel Albares, por haberse reunido con la presidenta de la Comunidad de Madrid, Isabel Díaz Ayuso el 10 de enero de 2025, sin su permiso. Su destitución fue criticada por la Asociación de Diplomáticos Españoles (ADE).

## Distinciones
- Gran Cruz Placa de Plata de la Orden Francisco Morazán (2022), concedida por el gobierno de Honduras, por el papel destacado jugado por España a través de su embajada en Tegucigalpa, en el diálogo para superar la crisis surgida en Honduras por denuncias de presunto fraude en los comicios generales de noviembre de 2017.[8]
- Oficial de la Orden de Isabel La Católica (2013)[9]
- Oficial de Orden de Mérito Civil (2006).[9]
- Caballero de la Orden del Mérito (1995)[9]